# Molnár H. Lajos
Molnár H. Lajos (Marosvásárhely, 1946. május 16. – Budapest, 2016. november 2.) erdélyi magyar író, közíró, szerkesztő, dramaturg, riporter, pszichológus, Ronald Roogam álnéven krimiszerző.

## Élete és munkássága
Szülővárosában érettségizett 1964-ben, egy évig ugyanott a Szentgyörgyi István Színművészeti Intézet növendéke, majd a Bábszínháznál dolgozott és a Babeș-Bolyai Egyetemen lélektan szakos diplomát szerzett 1971-ben. Pályáját mint üzempszichológus a Resicai Kohászati Kombinátnál kezdte, itt 1971 és 1976 között dolgozott. Innen került az Ifjúmunkáshoz riporternek és közírónak. 1981-ben elnyerte a Romániai Írószövetség irodalmi díját. 1987-ben elhallgatás helyett a kitelepülést választotta. Magyarországon előbb a Magyar Nemzet munkatársa, 1988-tól 1990-ig a szolnoki Szigligeti Színház dramaturgja, ugyanott az Új Néplap szerkesztője, majd  1990 és 1992 között a Jászkun Krónika szerkesztője.
Riportjai És akkor átmentem a tűzön cím alatt 1978-ban ugyan még megjelentek, amikor azonban a kritika rá akart mutatni a kötetben foglalt tanulságokra, a cenzúra ezt már megakadályozta. K. Jakab Antalnak a kötet erkölcsfilozófiáját és valóságfeltárását értékelő tanulmánya csak 1990-ben jelenhetett meg. Donki Ákos című regényéről, mely egy munkás lelki életébe nyújt őszinte bepillantást, Szőcs István ezt írta: „Az izgalmas, roppant izgalmas cselekmény arról szól, hogy ez az igénytelen fiatal fémmunkás [...], akire mindig rájár a rúd, aki mindig a rövidebbet húzza, miként – nem romlik meg.” Lélektani hitelességével, a munkásfiatalok rétegnyelvének sajátosságával s reális korrajzával az erdélyi munkásirodalom itt érte el csúcsát.

## Művei
Megjelent munkái a következők:
- És akkor átmentem a tűzön (üzemi riportok, Bukarest, 1978)
- Kilépés (válogatott riportok, Kolozsvár, 1980)
- Donki Ákos (regény, Bukarest, 1981; Budapest, 1987)
- Falra hányt esztendő (regény, Bukarest, 1983; Budapest, 1990)
- Levelek a hazából a honba (regény, Szolnok, 1993)
- Volt egyszer egy udvar (regény, Budapest, 2000; Kolozsvár, 2000; Szolnok, 2004)
- A fehér vírus (regény, Szolnok, 2001)
- Imágó (regény, Szolnok, 2003)

Ronald Roogam néven:
- Drága impotencia; RegunPress, Üllő, 2005
- Halál a Sakál völgyében; Regun Press, Üllő, 2005
- Valaki túléli; Regun Press, Üllő, 2005